# Bristol (Tennessee)
Bristol é uma cidade localizada no estado norte-americano de Tennessee, no Condado de Sullivan.

## Demografia
Segundo o censo norte-americano de 2000, a sua população era de 24.821 habitantes. 
Em 2006, foi estimada uma população de 25.351, um aumento de 530 (2.1%).

## Geografia
De acordo com o United States Census Bureau tem uma área de 76,3 km², dos quais 76,0 km² cobertos por terra e 0,3 km² cobertos por água. Bristol localiza-se a aproximadamente 525 m acima do nível do mar.

## Localidades na vizinhança
O diagrama seguinte representa as localidades num raio de 24 km ao redor de Bristol. 